# 悔悛するマグダラのマリア (リベーラ)
『悔悛するマグダラのマリア』（かいしゅんするマグダラのマリア、伊: Maddalena penitente、英: Penitent Magdalene）は、スペインのバロック絵画の巨匠ホセ・デ・リベーラが1618-1623年にキャンバス上に油彩で描いた絵画である。かつてナポリの画家バルトロメオ・バッサンテ (Bartolomeo Bassante) に誤って帰属されたこともあるが、1970年代初めにはリベーラに帰属された。作品は『新約聖書』の登場人物マグダラのマリアを主題としているが、内省的な性質と小さなサイズは疑いなく個人祈祷用の作品であったことを示している。現在、ナポリのカポディモンテ美術館に所蔵されている。
この絵画の委嘱者は不明であるが、1961年までジェノヴァのアンジェロ・コスタのコレクションにあった。1961年にロンドンの美術商会コルナーギに移り、1972年にフィレンツェの個人収集家に売却された後、現在の所蔵先のカポディモンテ美術館に収蔵された。

## 作品

ティツィアーノ『悔悛するマグダラのマリア』(1565年)、エルミタージュ美術館 (サンクトペテルブルク)

「ルカによる福音書」(7章36-8章3) によると、マグダラのマリアは、7つの悪霊に憑依されて苦しんでいた (娼婦だったという説もある) ところをイエス・キリストに救われた。以来、全財産を捧げ、キリストに付き従って宣教活動を支えた。ベタニアで弟子たちと食事を囲むキリストに跪き、高価な香油をキリストの足に塗り、自分の髪の毛で拭ったという女性もマリアという名である (「ヨハネによる福音書」、12章1-8) が、このマリアがマグダラのマリアと同一人物とするかについては賛否両論がある。
マグダラのマリアは、中世以降、無数の美術作品の主題に採用されてきた。中世後期においては、もっぱら「キリストの磔刑」図でキリストの足元に悲嘆する姿で描かれたが、中世末からルネサンスにいたって主題のレパートリーも増え、「十字架降架」、「キリストの埋葬」、「キリストの復活」、「ノリ・メ・タンゲレ」などにも登場するようになった。「悔悛する」図像で、マグダラのマリアが頻繁に描かれるようになったのはトリエント公会議以降のことである。そして、このマグダラのマリア像の原型を作ったのは16世紀ヴェネツィア派の巨匠ティツィアーノである。
本作は、おそらく1610年代から1620年代初めに制作された。リベーラがローマからナポリに移ってから2年ほどが過ぎたころである。このころ、画家は、イタリア・バロック絵画の巨匠カラヴァッジョの様式や初期ナポリ派の画家たちとの関わりによって身に着けた初期の激しいリアリズムを離れていく。後の1630年代に、リベーラはヴェネツィア派を意識した表現法を完全に吸収するが、本作にはそうした様式上の発展が暗示されている。